# Juglans major
Juglans major (Arizona-Schwarznuss) ist eine nordamerikanische Baumart der Gattung Walnüsse (Juglans).

## Merkmale
Juglans major ist ein 5 bis 18 m  hoher Baum und bildet manchmal mehrere Stämme. Die Borke ist hell- bis mittelgrau und schachbrettartig in kleine Platten unterteilt. Das Mark der Zweige ist braun. Die endständigen Knospen sind schmal eiförmig oder kegelförmig, abgeflacht und 4 bis 7 mm lang.
Die Blätter sind 18 bis 38 cm lang, der Blattstiel 3 bis 6 cm. Die 9 bis 15 Fiederblättchen sind lanzeolat bis lanzeolat-eiförmig, symmetrisch oder sichelförmig, 6,5 bis 10,5 cm lang und 1,5 bis 3,4 cm breit. Der Blattrand ist gesägt, die Blattspitze schmal zugespitzt. Die Blattunterseite ist mit kopfig-drüsigen Haaren, mit einfachen oder zwei- bis vierstrahligen Büschelhaaren und oft auch mit verstreuten Schuppen besetzt. In den Nervenachseln stehen häufig Haarbüschel. Auf der Blattoberseite sitzen kopfig-drüsige Haare, manchmal zerstreut Büschelhaare, die Oberseite verkahlt später. Das endständige Blättchen ist meist klein oder fehlt ganz.
Die männlichen Kätzchen sind 5 bis 8 cm lang. Jede Blüte besitzt 20 bis 40 Staubblätter. Die Pollensäcke sind 1,2 bis 1,4 mm lang.
Pro Fruchtstand werden ein bis drei Früchte gebildet, die annähernd kugelig oder kurz eiförmig sind und 2 bis 3,5 cm groß. Die Oberfläche ist glatt und dicht mit kopfig-drüsigen Haaren und schildförmigen Schuppen besetzt. Die Nüsse sind kugelig bis eiförmig, 1,8 bis 2,7 cm groß, tief längs gefurcht. Die Oberfläche zwischen den Furchen ist glatt.
Die Chromosomenzahl beträgt 2n = 32.

## Verbreitung
Juglans major ist im Süden der USA und in Mexiko beheimatet. Die Bäume wachsen an Flüssen und an felsigen Schluchtstandorten in 300 bis 2100 m Seehöhe.

## Systematik
Juglans major wird innerhalb der Gattung Juglans in die Sektion Rhysocaryon gestellt. Sie ist eng mit Juglans nigra und Juglans microcarpa verwandt.
Innerhalb der Art werden zwei Varietäten unterschieden:
- Juglans major var. major ist die Nominatform mit den oben beschriebenen Merkmalen.
- Juglans major var. glabrata W.E. Manning: Die Blätter sind größer, weniger behaart, die Frucht und die Nuss sind größer. Sie löst die Nominatform im Süden, etwa ab dem 25. Breitengrad, ab.

## Belege
- Jonas Frei: Die Walnuss. Alle in Mitteleuropa kultivierten Arten. Botanik, Geschichte, Kultur. AT Verlag, Aarau und München 2019, S. 130. ISBN 978-3-03902-021-8
- Donald E. Stone: Juglandaceae. In: Flora of North America, Band 3. (online)
- Wayne E. Manning: The Genus Juglans in Mexico and Central America. Journal of the Arnold Arboretum, Band 38, 1957, S. 121–150.